# Stare Szpaki
Stare Szpaki – wieś sołecka w Polsce położona w województwie mazowieckim, w powiecie łosickim, w gminie Stara Kornica.
W latach 1975–1998 miejscowość administracyjnie należała do województwa bialskopodlaskiego.

## Historia
Wieś położona na południowym Podlasiu. W 1864 r. nastąpiło zniesienie przez Rosjan pańszczyzny, czym objęto także ludność wsi liczącą w 1880 r. 795 osób i 117 chat powiatu konstantynowskiego.

### Religia
- Drewniany kościół parafialny pod wezwaniem ikony Matki Boskiej Częstochowskiej zbudowano w 1966 r. Do parafii należą wieś i kolonia Szpaki. Dawniej prawosławni a później grekokatolicy ze Szpak należeli do parafii obrządku słowiańskiego w Kornicy i w Chłopkowie, a nieliczni wyznawcy obrządku łacińskiego – do parafii Górki.